# Indonesia Open 1983
Die Indonesia Open 1983 waren eines der Top-10-Badmintonturniere des Jahres in Asien. Sie fanden vom 24. bis zum 28. August 1983 in Jakarta statt. Innerhalb der Grand Prix-Serie erhielt das Turnier den Status Kategorie 1.

## Finalresultate
| Disziplin    | Sieger                           | Finalist                         | Ergebnis           |
| ------------ | -------------------------------- | -------------------------------- | ------------------ |
| Herreneinzel | Liem Swie King                   | Hastomo Arbi                     | 15:6, 15:1         |
| Dameneinzel  | Ivanna Lie                       | Qian Ping                        | 12:11, 11:2        |
| Herrendoppel | Rudy Heryanto Hariamanto Kartono | Christian Hadinata Bobby Ertanto | 15:9, 18:14        |
| Damendoppel  | Ruth Damayanti Maria Fransisca   | Wu Jianqiu Xu Rong               | 11:15, 15:11, 15:3 |
| Mixed        | Christian Hadinata Ivanna Lie    | Martin Dew Gillian Gilks         | 18:17, 15:9        |